# Leefructus
Leefructus, monotipski fosilni rod biljaka iz reda žabnjakolike. Jedina vrsta L. mirus pronađena je u geološkoj naslagi Jišian, u razdobljku krede, i star je 125 milijuna godina.